# محمود فتوحی رودمعجنی
محمودِ فُتوحیِ رودمَعجَنی (زادهٔ ۲ شهریور ۱۳۴۳ در رودمعجن، تربت حیدریه) از استادان زبان و ادبیات فارسی در ایران است.او استاد تمام بازنشسته دانشگاه فردوسی مشهد و ساکن کانادا است.

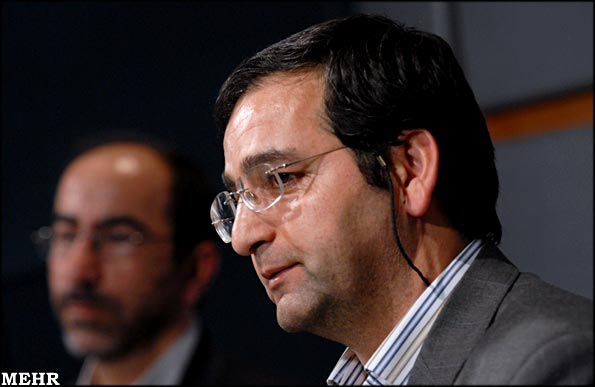
محمود فتوحی در مراسم بررسی آثار قیصر امین‌پور در شهر کتاب، آبان ۱۳۸۶

## زندگی
محمود فتوحی رودمعجنی، روز دوم شهریور ۱۳۴۳ در رودمعجن، از روستاهای تربت حیدریه در خراسان به‌دنیا آمد. دورهٔ دبیرستان را در شهر خود گذراند و در سال ۱۳۶۸ از دانشگاه تربیت معلم (خوارزمی) تهران مدرک کارشناسی ادبیات فارسی گرفت.
کارشناسی ارشد را در دانشگاه تهران گذراند و دورهٔ دکتری زبان و ادبیات فارسی را در سال ۱۳۷۴ در دانشگاه تهران با نگارش پایان‌نامه با عنوان «دیدگاه‌های نقد ادبی در عصر صفوی» زیر نظر دکتر عبدالحسین زرین‌کوب و دکتر محمدرضا شفیعی کدکنی به‌پایان برد.

## نقد فعالیت‌ها
علی کیانی فلاورجانی در شماره ۶۹ مجله «کتاب ماه ادبیات» (دی‌ماه ۱۳۹۱)، کتاب سبک‌شناسی محمود فتوحی (سخن، ۱۳۹۱) را همان کتاب سبک‌شناسی اثر پاول سیمپسون می‌داند.

## کتابها
- ۱۳۷۸: فارسی عمومی (درس‌نامهٔ دانشگاهی)، با دکتر حبیب‌الله عباسی. تهران: سخن (چاپ صد و چهاردهم سال ۱۴۰۱).
- ۱۳۷۹: ن‍ق‍د خ‍ی‍ال‌: ب‍ررس‍ی‌ دی‍دگ‍اه‌ه‍ای‌ ن‍ق‍د ادب‍ی‌ در س‍ب‍ک‌ ه‍ن‍دی‌
- سبک شناسی
- ۱۳۸۴: حماسه‌های صربی.
- ۱۳۸۴: ت‍اری‍خ‌ ادب‍ی‍ات‌ ص‍رب‍س‍ت‍ان‌
- ۱۳۸۵: ن‍ق‍د ادب‍ی‌ در س‍ب‍ک‌ ه‍ن‍دی‌
- ۱۳۸۵: آیین نگارش مقاله علمی - پژوهشی (چاپ بیست و پنجم)
- ۱۳۸۵: ش‍وریده‌یی در غ‍زن‍ه‌: ان‍دی‍ش‍ه‌ه‍ا و آث‍ار ح‍ک‍ی‍م‌ س‍ن‍ای‍ی‌
- ۱۳۸۵: ن‍ق‍د ادب‍ی‌ در س‍ب‍ک‌ ه‍ن‍دی‌
- ۱۳۸۶: بلاغت تصویر
- ۱۳۸۸: ن‍ظری‍ه‌ ت‍اری‍خ‌ ادب‍ی‍ات‌: نق‍د و ب‍ررس‍ی‌ ت‍اری‍خ‌ ادب‍ی‍ات‌ن‍گ‍اری‌ در ای‍ران‌
- ۱۳۹۱: سبک‌شناسی: نظریه‌ها، رویکردها و روش‌ها
- ۱۳۹۵: صد سال عشق مجازی‮‬‏‫: مکتب و طرز واسوخت در شعر فارسی قرن دهم‮‬‏‫‬‮
- ۱۳۹۶: درآمدی بر ادبیات‌شناسی: راهنمای اصول آموزش و پژوهش در ادبیات فارسی
- ۱۴۰۲: صور خیال متعالیه: خوانش صدرایی اندیشه‌های صائب تبریزی.تهران: سخن.
- ۱۴۰۳: ایرانیان و رؤیای قرآن پارسی.تهران: سخن

## مقاله‌ها
از محمود فتوحی تاکنون بیش از ۱۰۰ مقاله در نشریات دانشگاهی و غیردانشگاهی به چاپ رسیده‌است. برخی از این مقالات عبارتند از:

### نظریهٔ و نقد ادبی
- ۱۳۹۵: «متون کهن فارسی و نظریۀ ادبی مدرن». فصلنامۀ نقد ادبی. شماره ۳۳. بهار ۱۳۹۵
- ۱۳۹۲: «شیطان‌های شاعران: شعر عربی، میانهٔ الهام و تلاش قریحه‌ها»، دکتر احسان عباس، مترجم محمود فتوحی. بخشی از کتاب احسان عباس. کتاب ماه ادبیات. سال هفتم، شمارهٔ ۷۵ (پیاپی ۱۸۹)، تیر ۱۳۹۲. صص ۲–۸
- ۱۳۹۲: «خیال»، از اصطلاحات نقد ادبی در سبک هندی. دانشنامهٔ شبه‌قاره ج ۳.
- ۱۳۹۲: «کارنامهٔ هشتاد سالهٔ رشتهٔ زبان و ادبیات فارسی». بخارا. شمارهٔ ۹۳
- ۱۳۸۷: «ارزش ادبی ابهام: از دو معنایی تا چندلایگی معنا». مجلهٔ دانشکدهٔ ادبیات دانشگاه تربیت معلم، پاییز، ۱۳۸۷، ش ۶۲. صص ۱۷–۳۶.
- ۱۳۸۷: «ساخت‌شکنی بلاغی: نقش صناعات بلاغی در شکست و واسازی متن». فصل‌نامهٔ نقد ادبی. شمارهٔ ۳. پاییز ۱۳۸۷
- ۱۳۸۸: «سبک، گفتمان و ایدئولوژی». کتاب نقد آگاه. پاییز ۱۳۸۸
- ۱۳۸۸: «بررسی رابطهٔ تجربهٔ عرفانی و زبان تصویری در عبهرالعاشقین». مجلهٔ ادب‌پژوهی. زمستان ۱۳۸۸؛ ۳ (۱۰): ۷–۲۵. با همکاری مریم علی‌نژاد.
- ۱۳۸۱: «تأثیر نقد یونانی بر نقد ادبی عرب». ماهنامهٔ ادبیات و فلسفهٔ تهران: ش ۶۵–۶۶
- ۱۳۸۰: «بلاغت سیاسی»، روزنامهٔ نوروز، ۲۶ اردیبهشت.
- ۱۳۸۰: «ادبیات داستانی و دانشگاه»، ماهنامهٔ ادبیات و فلسفه، آبان ۱۳۸۰ - سال ۵، شماره ۴۹.

### سبک‌شناسی
- ۱۳۹۴: «ضیافت اجتماعی عشق در بزمهای وقوعی عهد شاه طهماسب». فصلنامهٔ دریچه. سال ۱۱ شماره ۳۶. بهار ۱۳۹۴.
- ۱۳۹۳: «سبک واسوخت در شعر فارسی: پیشرو و سرآمد واسوخت محتشم است نه وحشی» در نامهٔ فرهنگستان ویژه نامهٔ شبه قاره. شمارهٔ سوم، پیاپی ۳، پاییز ـ زمستان ۱۳۹۳.
- ۱۳۹۲: «سبک دورخیالان هندی: شاخه هندی شعر فارسی در قرن دوازدهم». در کتاب ماه ادبیات. سال هفتم، شماره ۷۴ (پیاپی ۱۸۸)، خرداد ۱۳۹۲ صص ۱۵–۲۳.
- ۱۳۹۲: سبک هندی. دانشنامهٔ شبه قارهٔ هند. فرهنگستان زبان و ادبی فارسی. ج ۳. (مدخل ۲۵ هزار واژه‌ای دانشنامه).
- ۱۳۹۲: «نازک‌خیالی اصفهانی و دورخیالی هندی»، نامه فرهنگستان. ویژه‌نامهٔ شبه قاره. شمارهٔ ۱. فروردین ۱۳۹۲.
- ۱۳۹۱: «سبک شناسی رسائل سعدی». سعدی‌شناسی دفتر پانزدهم. اردیبهشت ۱۳۹۱. شیراز. مرکز سعدی‌شناسی
- ۱۳۸۹: «سبک چیست». در چون من در این دیار: جشن‌نامه استاد دکتر رضا انزابی‌نژاد/به کوشش محمدرضا راشد محصل، محمدجعفر یاحقی، سلمان ساکت؛ با همکاری قطب علمی فردوسی‌شناسی و ادبیات خراسان دانشگاه فردوسی مشهد. تهران: سخن، ۱۳۸۹.
- ۱۳۸۸: «سبک‌شناسی در سطح نحوی». مجلة پژوهشی دانشکدة ادبیات دانشگاه تهران. پاییز ۱۳۸۸. ش ۱۹۰ دوره ۶۰ ص ۷۹–۹۹
- ۱۳۸۹: «نقش بافت و مخاطب در تفاوت سبک نثر امیر ارسلان و ملک جمشید». در جستارهای ادبی (ادبیات و علوم انسانی مشهد) شماره ۴ (پیاپی ۱۶۷)، ۱۳۸۹. با همکاری هادی یاوری.
- ۱۳۸۹: «از متن متمکن تا متن مغلوب: گونه شناسی نثر صوفیه». فصل‌نامهٔ نقد ادبی. شمارة ۱۰. تابستان. ۱۳۸۹٫۳ (۱۰). ۷۱–۱۲۶.
- ۱۳۸۸: «سبک‌شناسی ادبی: سرشت سخن ادبی، برجستگی و شخصی‌سازی زبان». زبان و ادب پارسی. در دانشگاه علامه طباطبایی. سال ۱۳. ش ۴۱ پاییز ۱۳۸۸ صص ۲۴–۴۰
- ۱۳۷۹: سبک و ایده در آثار شریعتی، همایش بازشناسی اندیشه‌های شریعتی، ایران، مشهد. (چاپ در مجموعه مقالات)
- ۱۳۸۷: «مختارنامه و سبک شخصی». مجلهٔ شهروند. ۲۹ فروردین.
- ۱۳۸۸: «سبک هندی». در دانشنامة زبان و ادب فارسی؛ جلد سوم (مدخل پنج هزار واژه‌ای دانشنامه).

### بلاغت
- ۱۳۹۴: «بلاغت حذف در غزل سعدی». صدای سخن عشق. مجموعهٔ مقالات جشن نامهٔ دکتر حسن انوری. تهران: سخن، ۱۳۹۴. ۷۰۴ صفحه
- ۱۳۸۷: «رمز». در دانشنامهٔ زبان و ادب فارسی؛ جلد سوم
- ۱۳۸۶: «حال» (اصطلاح بلاغی). در دانشنامهٔ زبان و ادب فارسی؛ جلد دوم
- ۱۳۸۶: «جرجانی، عبدالقاهر». در دانشنامهٔ زبان و ادب فارسی؛ جلد دوم
- ۱۳۸۶: «تمثیل». در دانشنامهٔ زبان و ادب فارسی؛ جلد دوم
- ۱۳۸۶: «نگاهی انتقادی به مبانی نظری بلاغت سنتی». مجلهٔ ادب پژوهی. دانشگاه گیلان. پاییز ۱۳۸۶: ۱ (۳):
- ۱۳۸۵: «ویژگی‌های تصویر سوررئالیستی»، مجلهٔ پژوهشی دانشکدهٔ ادبیات دانشگاه مشهد. بهار ۱۳۸۵؛ ۳۹ (۱) (پی‌درپی ۱۵۲):۱–۲۳.
- ۱۳۸۵: «تصویر رمانتیک: مبانی نظری، ماهیت، کارکرد»، مجلهٔ پژوهش‌های ادبی، پاییز و زمستان ۱۳۸۴؛ ۳ (۱۰–۹): ۱۵۱–۱۸۰.
- ۱۳۸۴: «تمثیل، ماهیت و کارکرد»، مجله دانشکده ادبیات دانشگاه تربیت معلم، سال دوازدهم، ش ۴۷–۴۹* ۱۳۸۰: «تعریف ادبیات»، مجلهٔ دانشکدهٔ ادبیات دانشگاه تربیت معلم، بهار ۱۳۸۰؛ ۹ (۳۲) (ضمیمه): ۱۷۱–۱۹۶.
- ۱۳۸۴: «تصویر کلاسیک». فصل‌نامهٔ هنر، شمارهٔ ۶۴، تابستان ۱۳۸۴
- ۱۳۸۴: «بوطیقای سوررئالیستی مولوی». مجلهٔ مطالعات و تحقیقات ادبی دانشگاه تربیت معلم، سال دوم (ش. ۵–۶). بهار و تابستان. ص ۹۹–۱۲۳
- ۱۳۸۳: «نمادگرایی در شعر عرفانی»، مجلهٔ پژوهشی دانشکدهٔ ادبیات دانشگاه مشهد. سال سی‌وهفتم. ش ۱۴۵. تابستان.
- ۱۳۸۳: «عاطفه، نگرش، تصویر»؛ مجلهٔ مطالعات و تحقیقات ادبی دانشگاه تربیت معلم، سال اول (ش. ۱و۲). بهار و تابستان
- ۱۳۸۰: «تحلیل تصویر دریا در مثنوی»، پژوهش‌نامهٔ علوم انسانی دانشگاه شهید بهشتی. پاییز ۱۳۸۰؛ (۳۱): ۱–۲۴.
- ۱۳۷۹: «معماگویی و فقدان اسطوره‌گرایی در شعر صفوی»، ماهنامهٔ ادبیات و فلسفه، سال ۳، ش۳۲، خرداد. (ص ۱۴–۱۷)
- ۱۳۷۸: نقش ادیبان شبه‌قاره در رشد بلاغت فارسی، سمینار روابط فرهنگی ایران و هند، دانشگاه بمبئی (چاپ در مجموعه مقالات)

### تاریخ ادبیات
- ۱۳۹۴: «نقش حلقۀ ادبی برهان‌پور هند در دگرگونیِ شعر فارسی در آغاز قرن یازدهم هجری». در مجلهٔ ایران نامه سال ۳۰ شمارهٔ ۴. زمستان ۲۰۱۶. تورنتو. کانادا
- ۱۳۹۰: «واکاوی مقالة «دربارة شعر فارسی» به قلم رالف والدو امرسن» (گزارشی از دیدگاه امرسن دربارة شعر فارسی). ادبیات تطبیقی. دوره ۲ شماره ۴، صفحه ۹۱–۱۲1 (31)، آذر ۱۳۹۰. . با همکاری زهرهٔ تائبی.
- ۱۳۸۹: «بررسی تطبیقی حافظ و امرسون» در جستارهای ادبی (ادبیات و علوم انسانی مشهد) شماره ۲ (پیاپی ۱۶۹)، تابستان ۱۳۸۹. با همکاری زهرهٔ تائبی.
- ۱۳۸۸: «مخاطب‌شناسی حافظ در سده‌های هشتم و نهم بر اساس رویکرد تاریخ ادبی هرمنوتیک». فصل‌نامهٔ نقد ادبی. شمارة ۶. تابستان. ۱۳۸۸٫۲ (۶). ۷۱–۱۲۶. با همکاری محمد افشین‌وفایی.
- ۱۳۸۷: «تحلیل انتقادی زندگینامه‌های مولوی». مجلة پژوهشی دانشکدة ادبیات دانشگاه مشهد. پاییز ۱۳۸۷؛ ۴۱(۳) (پی در پی ۱۶۲):۱–۲۷. با همکاری محمد افشین وفایی.
- ۱۳۸۶: «تاریخ ادبی و بحران در استنباط معنای معاصر». نامة فرهنگستان، ۱۳۸۶: ۹ (۴) (پیاپی ۳۶):۱۱–۳۳.
- ۱۳۸۱: «نقد و بررسی تاریخ ادبیات نگاری در ایران»، ماهنامة ادبیات و فلسفه، ش ۶۸
- ۱۳۷۶: «جامعهٔ ادبی عصر صفوی»، مجله دانشکده ادبیات دانشگاه تربیت معلم. سال ۴ و ۵.
- ۱۳۷۹: جامعه‌گرایی و جامعه‌گریزی در ادبیات ایران، همایش بررسی علل و عوامل تقدم مصالح جمعی بر مصالح فردی. ادارة کل فرهنگ و ارشاد اسلامی تهران. (چاپ در مجموعه مقالات)
- ۱۳۸۷: «تذکرهٔ ریاض الشعرا». در دانشنامة زبان و ادب فارسی؛ جلد سوم
- ۱۳۸۷: «تذکرهٔ ریاض العارفین». در دانشنامة زبان و ادب فارسی؛ جلد سوم* ۱۳۸۶: «تذکره‌نویسی». در دانشنامة زبان و ادب فارسی؛ جلد دوم
- ۱۳۸۶: «تذکرة المعاصرین». در دانشنامة زبان و ادب فارسی؛ جلد دوم
- ۱۳۸۶: «تذکرهٔ نصرآبادی». در دانشنامة زبان و ادب فارسی؛ جلد دوم
- ۱۳۸۶: «تذکرهٔ تحفه سامی. در دانشنامة زبان و ادب فارسی؛ جلد دوم
- “Tazkereh Nasrabadi” in Encyclopedia of Iranica.

### نقد شعر معاصر
- ۱۳۸۷: «سه صدا سه رنگ سه سبک در شعر قیصر امین پور». مجلة ادب پژوهی. تابستان و پاییز ۱۳۸۷؛ ۱(۵):۹–۳۰.
- ۱۳۸۶: «نوآوری نیما در فرم درونی شعر»، مجلة پژوهش‌های ادبی، زمستان ۱۳۸۶؛ ۵(۱۸):۱۰۳–۱۱۶. با همکاری مریم علی‌نژاد.
- ۱۳۷۷: «هزاره دوم شعر فارسی» (نقد مجموعه شعر هزاره دوم آهوی کوهی شفیعی کدکنی). ماهنامهٔ ادبیات و فلسفه، سال ۲، ش. ۱۷، اسفند.
- ۱۳۷۶: «شکل و ساخت در شعر شفیعی کدکنی»، در مجموعة مقالات سفرنامهٔ باران، به کوشش حبیب‌الله عباسی، تهران: نشر روزگار.
- ۱۳۷۳: «نگاهی در آینه‌های ناگهان»، نقد مجموعه شعر قیصر امین پور، روزنامهٔ همشهری. ۳ مهر، ص ۱۰

### نقد کتاب
- ۱۳۸۳: «رمانی در جدال با مسألة زبانی نقد رمان عادت می‌کنیم». ماهنامهٔ ادبیات و فلسفه، سال هشتم (ش ۸۷–۸۸)
- ۱۳۸۱: «حاشیه‌نشینی کشور شاعران»، (نقد Who is Who in 20 century poetry)ماهنامهٔ ادبیات و فلسفه، سال ۶، ش ۱، شماره پیاپی ۶۱
- ۱۳۷۹: «نقد کتاب غزل معاصر»، ماهنامهٔ ادبیات و فلسفه، سال ۳، ش ۱۱،
- ۱۳۷۹: «معماگویی و فقدان اسطوره‌گرایی در شعر صفوی»، ماهنامة ادبیات و فلسفه، سال ۳، ش۳۲، خرداد. (ص ۱۴–۱۷)
- ۱۳۷۹: «دائرةالمعارف بلاغت و نگارش»، نقد و معرفی. ماهنامهٔ ادبیات و فلسفه سال ۴، آبان ۱۳۷۹، ش ۳۷،
- ۱۳۷۸: «نقد فرهنگ اصطلاحات نقد ادبی از افلاطون تا عصر حاضر»، ماهنامهٔ ادبیات و فلسفه، سال ۲، ش ۲۲، مرداد ۱۳۷۸. ص۱۵–۱۷
- ۱۳۷۵: «آن سوی حرف و صوت»، (نقد کتاب دکتر شفیعی کدکنی)، کیان، سال ۶. اردیبهشت و خرداد ۱۳۷۵ ش. ۳۰. (۳ صفحه - از ۵۵ تا ۵۷)
- ۱۳۷۸: «دوست دارد یار این آشفتگی» (نقد کتاب سبک‌شناسی شعر فارسی از رودکی تا شاملو)، ماهنامة ادبیات و فلسفه، ش ۱۹ سال۲ اردیبهشت
- ۱۳۷۹: «دائرةالمعارف بلاغت و نگارش»، نقد و معرفی. ماهنامة ادبیات و فلسفه سال ۴، آبان ۱۳۷۹، ش ۳۷،
- ۱۳۸۲: «فلسفه بلاغت»، (معرفی و نقد کتاب ریچاردز). ماهنامة ادبیات و فلسفه، سال ۲، ش ۵، ش. ۷۴

### همکاری در تألیف
۱۳۸۰: ممیزی کتاب، احمد رجب زاده، تهران: کویر، ۱۳۷۸ بخش ادبیات (داستان و شعر و تحقیقات ادبی)

### دیگر مقالات
- ۱۳۹۰: «ارادهٔ معطوف به آزادی در دیوان حافظ». ماهنامهٔ تجربه. شمارهٔ ۵. مهر ۱۳۹۲.
- ۱۳۸۸: «بار هم تحریف تاریخ: تلاش یک محقق پاکستانی برای تغییر نام خلیج فارس در لغت‌نامه‌ای متعلق به ۸۰۰ سال پیش». بخارا؛ و روزنامة اعتماد. پنجشنبه۷ آبان. ۱۳۸۸. ص ۱۳.
- ۱۳۸۵: «تأثیر زبان فارسی در زبان صرب و کرواسی»، نامةفرهنگستان، زمستان ۱۳۸۵: ۸ (۴) (۳۲):۸۷–۱۰۶.
- ۱۳۸۳: «رمانتیسم اسلاوی و بازسازی هویت ملی». ماهنامة ادبیات و فلسفه. اردیبهشت ۱۳۸۳ - شماره ۷۹
- ۱۳۸۲: «گوته و حافظ». ماهنامة ادبیات و فلسفه. شماره ۷۵
- ۱۳۸۲: «ایران‌شناسان یوگسلاوی»، سخن عشق، سال ششم. ش ۲۰. زمستان ۱۳۸۲. (ص ۳۸–۴۷)
- ۱۳۸۲: شخصیت مسیح (ع) در ادبیات ایران کنگرة اسلام و مسیحیت، بلگراد، چاپ در مجلة نین بلگراد و نشریه نور به زبان صربی، تابستان.
- ۱۳۸۴: تمثیل رؤیای تشرف، بررسی تطبیقی سیرالعباد سنایی و سلوک زائر جان بان ین. همایش نکوداشت حکیم سنایی، تهران دانشگاه تربیت معلم و شورای گسترش زبان و ادبیات فارسی - (چاپ در مجموعة شوریده‌ای در غزنه، تهران: سخن ۱۳۸۵)
- ۱۳۸۳: بررسی رباعیات خیام، ترجمة فهیم بایراکتاروویچ کنگرة شخصیت علمی فهیم بایراکتاروویچ، بلگراد، انستیتو گوته، چاپ در فصلنامة نور بلگراد. ج ۱۲. ش۴۰. بهار ۲۰۰۴/۱۳۸۳
- ۱۳۸۷: سیرالعباد در گسترة ادبیات تطبیقی. کنفرانس بین‌المللی حکیم سنایی، تهران دانشگاه الزهرا. ۱۰ و ۱۱ دیماه (مجموعه مقالات همایش)
- ۱۳۷۴: قصه آشفته نامان آثار عطار، کنگره جهانی بزرگداشت عطار. ایران، نیشابور. (چاپ در مجموعه مقالات).

## تدوین مجموعه مقالات
- ۱۳۹۰: نامهٔ نقد. مجموعهٔ مقالات نخستین همایش ملی نظریه و نقد ادبی در ایران (دانشگاه فردوسی مشهد. سوم و چهارم اسفند ۱۳۸۹). تهران: خانهٔ کتاب.
- ۱۳۸۵: شوریده‌ای در غزنه. با همکاری علی اصغر محمد خانی (ویرایش و تدوین ۲۰ مقاله همایش حکیم سنایی به همراه کتاب‌شناسی سنایی) تهران: سخن

## پیوندها
کاروند پارسی وبلاگ محمود فتوحی
سبک شناسی رسائل سعدی
گستره کار مورخ ادبی
مفهوم معاصر در تاریخ ادبیات 
شصت داستان مثنوی به نثر